# Сатанинские стихи
«Сатани́нские стихи́» (англ. The Satanic Verses) — четвёртый роман британского писателя индийского происхождения Салмана Рушди, изданный в 1988 году в издательстве Penguin Books, за что иранский аятолла Хомейни издал фетву, в которой приговорил к смерти автора и всех причастных к публикации.
Роман написан в жанре магического реализма; по признанию автора, на написание романа его вдохновило произведение Михаила Булгакова «Мастер и Маргарита». Основная тема романа — это эмигранты и эмиграция, невозможность ассимиляции в новой культуре, неизбежность возвращения к корням. Электронная версия русского перевода появилась в 2008 году. Бумажное издание на русском языке опубликовано в 2022 году.

## Роман

### Название
Название происходит от части Корана, описанной Ибн Исхаком в первой биографии пророка Мухаммеда. Аутентичность этой части оспаривается историками ислама.

### Повествование
Повествование в романе идет двумя параллельными ветвящимися линиями: в современных Бомбее, Лондоне и снова Бомбее, а также в древней Аравии времён пророка Мухаммеда.
Современная часть начинается с взрыва террористами самолёта, из которого выпадают и подвергаются фантастической метаморфозе два индийца-мусульманина, Джибрил Фаришта (перс. فرشته‎ farešte — «ангел») и Саладин Чамча (англ. Saladin Chamcha).
Один из них — актёр Чамча — индийский эмигрант, в Британии работал в основном на озвучивании, женат на англичанке, детей нет, постепенно превращается в сатира, а потом — в дьявола. Из-за этого превращения его преследует полиция, он прячется в лондонской гостинице, порождает среди молодых лондонцев моду на дьяволизм и наконец превращается обратно в человека.
Другой главный персонаж — плейбой Фаришта, который в Индии был знаменитым актёром Болливуда со специализацией в ролях индуистских божеств, преследуемый призраком совершившей самоубийство любовницы, становится воплощением архангела Джабраила. И пока в Лондоне у него происходит бурный роман с альпинисткой Аллилуйей, в качестве архангела он перемещается во времени и пространстве. Среди своих путешествий в Мекке (в романе называемой Джахилия) он встречает пророка Мухаммеда (называемого Посланником и Махаундом) в самом начале развития ислама.
Вероятно, именно эта глава, в одном из эпизодов которой Махаунд под давлением лидеров Джахилии соглашается признать несколько языческих богинь, обладающими особым статусом в глазах Бога, а в другом бывший противник Махаунда поэт Баал прячется в борделе, проститутки которого называют себя именами жён Посланника, вызвала гнев аятоллы Хомейни. В другом сюжетном ответвлении Джабраил встречается с фанатиком — религиозным лидером, живущим в изгнании, в котором можно узнать самого Хомейни.
Роман заканчивается тем, что Фаришта, путешествия которого можно рассматривать в качестве эпизодов обострения шизофрении, в приступе ревности убивает альпинистку Аллилуйю, а потом совершает самоубийство. Чамча после примирения с отцом возвращается жить в Индию.

## Хронология реакции на публикацию романа
- 1988 год
  - 26 сентября: роман опубликован в Великобритании.
  - 5 октября: через 10 дней после публикации романа в Великобритании Индия запрещает импорт романа. В ноябре 2024 г. запрет был отменён высшим судом Дели, ибо не удалось найти оригинальный приказ. Это произошло в ходе судебного процесса по иску Сандипана Хана, решившего в 2017 г. узнать, по какой причине книгу нельзя физически купить в Индии, и из-за этого подавшего в суд петицию с оспариванием конституционности запрета. Penguin India, местное подразделение британского издателя книги, решило не публиковать книгу после того, как литературный консультант выразил опасения, что её содержимое может быть воспринято как оскорбительное для мусульман. Публикация книги в других странах таки привела к протестам, несколько человек погибли в результате беспорядков в Мумбаи и других частях Индии.[4]
  - 21 ноября: великий шейх Египта Аль-Азхар обращается к исламской организации в Великобритании с запросом о начале судебного процесса по запрещению распространения романа.
  - 24 ноября: роман запрещён в Южной Африке и Пакистане, в течение последующих недель запрещён в Саудовской Аравии, Египте, Сомали, Бангладеш, Судане, Малайзии, Индонезии и Катаре.
  - декабрь 1988 — январь 1989: британские мусульмане публично сжигают роман в Болтоне и Брадфорде; Исламский Совет Безопасности требует от издательства «Penguin Books» публичных извинений, изъятия романа, уничтожения всех копий и запрещения повторных изданий.
- 1989 год
  - роман выходит в ФРГ одновременным выпуском 19 крупнейших издательств Германии («Die Satanischen Versen», Artikel 19 Verlag).
  - 12 февраля: шесть человек убиты и 100 ранены во время демонстрации против Рушди в Исламабаде, Пакистан.
  - 13 февраля: один человек убит и 60 ранены во время демонстрации против Рушди в Сринагаре, Индия.
  - 14 февраля: иранский лидер аятолла Хомейни издает фетву, призывающую всех мусульман казнить всех, кто был причастен к изданию романа; иранский религиозный фонд предлагает денежное вознаграждение за убийство Рушди.
  - 16 февраля: Рушди защищён программой британского правительства по защите свидетелей и издает заявление, в котором выражает сожаление о том, что мусульмане были оскорблены книгой; аятолла Хомейни отвечает: «Обязанностью каждого мусульманина является использование всего, чем он владеет, его жизни и богатства для того, чтобы отправить Рушди в ад».
  - 17 февраля: иранский лидер Али Хаменеи говорит, что Рушди может быть прощён, если он извинится.
  - 18 февраля: Рушди извиняется, как было предложено Али Хаменеи; ИРНА (официальное информационное агентство) заявляет, что выступление Рушди достаточно для его оправдания.
  - 22 февраля: роман издан в США; под давлением мусульман две главных сети книжных магазинов убирают книгу с полок одной трети книжных магазинов страны.
  - 24 февраля: иранский бизнесмен предлагает 3 миллиона долларов за убийство Рушди; 12 человек погибают во время демонстрации против Рушди в Бомбее, Индия.
  - 28 февраля: попытка поджога двух книжных магазинов, которые продавали книгу, в Беркли (Калифорния).
  - 7 марта: Великобритания разрывает дипломатические отношения с Ираном.
  - март: Организация Исламская конференция призывает правительства 46 стран-участниц запретить роман. Революционное правительство Занзибара назначает наказание за хранение книги — три года тюремного заключения и штраф 2500 $; в Малайзии — также три года тюремного заключения и штраф 7400 $; в Индонезии — месяц тюрьмы или штраф. Единственные страны, где подавляющее большинство населения — мусульмане, но роман не запрещен, — Турция и Азербайджан. Несколько государств с большим мусульманским меньшинством, включая Папуа — Новую Гвинею, Таиланд, Шри-Ланку, Кению, Танзанию, Либерию и Сьерра-Леоне, — также предусматривают наказание за хранение романа.
  - май: популярный музыкант Юсуф Ислам косвенно поддерживает фетву.
  - 3 июня: умирает аятолла Хомейни.
- 1990 год
  - Рушди издаёт эссе на смерть Хомейни «Вера в добрые намерения» для умиротворения критиков и публично извиняется, подтверждая своё уважение к исламу, но иранские духовные лидеры не отменяют фетву.
  - взрывы в пяти книжных магазинах в Британии.
- 11 июля 1991 года: в Японии убит Хитоси Игараси, переводчик романа «Сатанинские стихи» на японский язык.
- 1998 год: руководство Ирана заявило о том, что больше не поддерживает фетву.
- 14 февраля 2006 года: ИРНА в годовщину объявления фетвы издаёт заявление, что связанный с правительством Фонд Мучеников (англ. Martyrs Fondation) объявил, что фетва имама Хомейни относительно вероотступника Салмана Рушди будет действительна навеки, а один из иранских государственных фондов предлагает 2,8 миллиона долларов за его смерть.
- 30 марта 2008 года: практически одновременно в Потсдаме выходит спектакль по мотивам романа, а в интернете появляется электронная версия русского перевода.
- 2011 год: неофициальное издание на русском языке[5].
- 16 сентября 2012 года: размер вознаграждения за убийство увеличен до 3,3 миллиона долларов[6].
- 21 февраля 2016 года к цене за убийство Салмана Рушди иранские медиа назначили надбавку в 600 тыс. $. Увеличение вознаграждения за убийство писателя совпало с годовщиной фетвы аятоллы Хомейни, который в 1989 году проклял Рушди за роман «Сатанинские стихи»[7].
- 2021 год: второе неофициальное издание на русском языке[источник не указан 912 дней].
- 12 августа 2022 года во время лекции в городе Чотокуа, штат Нью-Йорк, на Рушди напал человек, который вскочил на сцену и 15 раз ударил его ножом в глаз, шею и тело. Нападавший был задержан, Рушди был экстренно доставлен в больницу и прооперирован[8][9][10][11].